# Ichirō Kōno
Ichirō Kōno (河野一郎?, Kōno Ichirō; Distretto di Ashigarashimo, 2 giugno 1898 – 8 luglio 1965) è stato un politico giapponese.
Attivo fra gli anni cinquanta e sessanta, ricoprì svariate posizioni all'interno del governo giapponese.

## Biografia
Nativo della Prefettura di Kanagawa, si laureò presso l'Università di Waseda. Successivamente trovò lavoro come giornalista per l'Asahi Shinbun, prima di essere eletto nella Camera dei rappresentanti nel 1932.
Dopo la seconda guerra mondiale sostenne Ichirō Hatoyama nella creazione del Partito Liberale, ma al contempo le forze d'occupazione statunitensi gli vietarono qualsiasi attività politica sino al 1951. Nel 1954 fu nominato Ministro dell'agricoltura e si distinse per gli sforzi nel ricostruire i legami con l'Unione Sovietica.
Nel 1955 fu uno dei fondatori storici del Partito Liberal Democratico, mentre nel 1961 tornò a ricoprire l'incarico di Ministro dell'agricoltura sotto il governo di Hayato Ikeda. Uomo d'azione e realista, più tardi svolse il ruolo di Ministro della Costruzione, sempre nel corso del governo Ikeda, oltre a ricoprire diversi altri incarichi politici. Confermato anche all'interno del governo di Eisaku Satō, tra il 1964 e il 1965 fu nominato Ministro dello Stato: durante tale biennio fu incaricato di organizzare i preparativi per i Giochi olimpici di Tokyo. Nel 1965 succedette a Hiroshi Kasuga come presidente del Nihon Rikujō Kyōgi Renmei. Morì l'8 luglio dello stesso anno, durante il proprio mandato, e fu sostituito nell'incarico dal fratello Kenzō.
È il capostipite della famiglia Kōno: il fratello Kenzō, il figlio Yōhei e il nipote Tarō hanno a loro volta ricoperto posizioni di rilievo all'interno del governo giapponese.